# فيكتور نيمكوف
فيكتور ألكسندروفيتش نيمكوف (بالروسية: Виктор Александрович Немков؛ مواليد 26 يناير 1987) هو مُقاتل فنون قتالية مختلطة روسي. وهو الأخ الأكبر لفاديم نيمكوف.

## وصلات خارجية
- فيكتور نيمكوف على موقع بيلاتور (الإنجليزية)
- فيكتور نيمكوف على موقع شيردوغ (الإنجليزية)